# Elisabetta Di Prisco
Elisabetta Di Prisco (née à Vérone le 26 mars 1950) est une femme politique italienne. Elle est membre de la Chambre des députés pour le Parti communiste italien et le Parti démocrate de la gauche entre 1987 et 1994.  

## Jeunesse
Elisabetta Di Prisco travaille comme enseignante à l'Académie des Beaux-Arts de Vérone (it) et comme peintre décoratrice de scènes. Elle occupe également le poste de responsable du comité des femmes et est membre du comité régional du Parti communiste italien (PCI).

## Carrière politique
Elisabetta Di Prisco est élue à la Chambre des députés lors des élections générales de 1987, prenant ses fonctions le 2 juillet 1987 en tant que représentante de la circonscription Vérone-Padoue-Vicence-Rovigo. Elle siège en tant que membre de la commission de la culture, des sciences et de l'enseignement,.  
Réélue lors des élections générales de 1992, Elisabetta Di Prisco entame un nouveau mandat le 21 avril 1992 sous l'étiquette du Parti démocrate de la gauche (PDS). Elle occupe le poste de secrétaire de la Commission parlementaire pour l'orientation générale et la surveillance des services de radio et de télévision,, ainsi que celui de membre de la commission de l'éducation. Son mandat prend fin le 14 avril 1994.